# Tatsuya Fuji

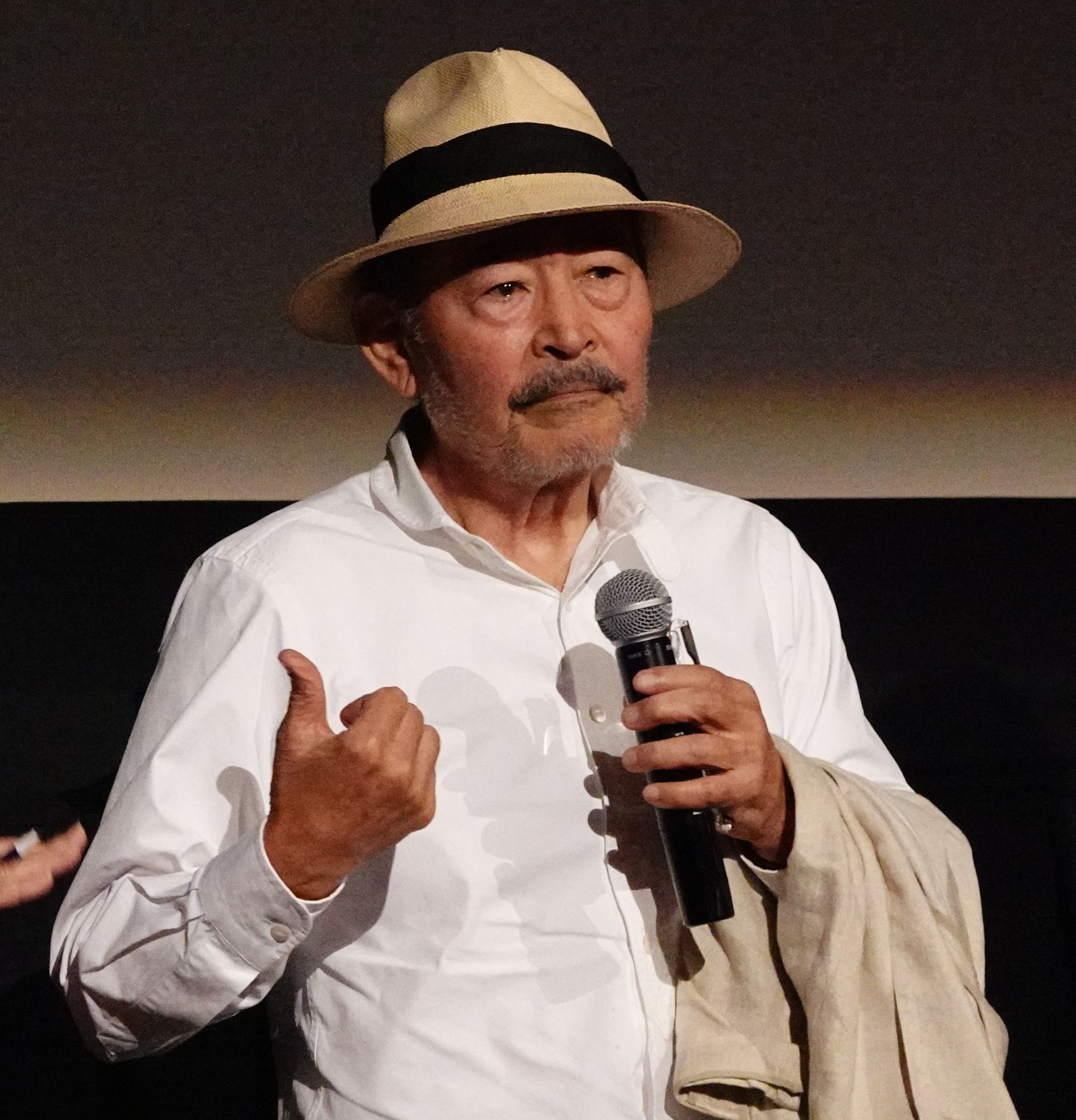
Tatsuya Fuji, 2024

Tatsuya Fuji (japanisch 藤 竜也 Fuji Tatsuya; * 27. August 1941 in Peking, China) ist ein japanischer Schauspieler.
Fuji wuchs in Yokohama auf. 1962 begann er seine Filmkarriere bei Nikkatsu mit kleinen Nebenrollen. 1968 heiratete er die Schauspielerin Izumi Ashikawa. Bekannt wurde er durch die Rolle des Jikandesuyo auf TBS.
Zwei seiner Filme, Im Reich der Leidenschaft und Bright Future, wurden auf den Internationalen Filmfestspiele von Cannes gezeigt.
2005 gewann er den Golden Goblet Award als bester Schauspieler für seine Arbeit in Village Photobook. 2015 wurde er als Bester Schauspieler beim Tokyo Sports Film Award für Ryuzo and the Seven Henchmen ausgezeichnet.

## Filmographie (Auswahl)
- 1964: Black Sun
- 1965: Taking The Castle
- 1967: Massacre Gun
- 1967: Gappa – Frankensteins fliegende Monster
- 1968: Monument to the Girls’ Corps
- 1968: Moeru Tairiku
- 1968: Retaliation
- 1970: Alleycat Rock: Female Boss
- 1970: Stray Cat Rock: Sex Hunter
- 1970: Stray Cat Rock: Wild Jumbo
- 1970: Stray Cat Rock: Machine Animal
- 1971: Gyakuen Mitsusakazuki
- 1976: Im Reich der Sinne
- 1978: Im Reich der Leidenschaft
- 1983: PP Rider
- 1986: Keshin
- 2003: Bright Future
- 2003: The Man in White
- 2004: Rikidōzan
- 2004: Umizaru
- 2005: Kamataki
- 2005: Village Photobook
- 2007: Midnight Eagle
- 2008: Shiawase no Kaori
- 2009: Pandemic
- 2010: Soup Opera
- 2011: Hoshi Mamoru Inu
- 2011: Ogawa no Hotori
- 2012: Hayabusa: Harukanaru Kikan
- 2014: Zakurozaka no Adauchi
- 2015: Ryuzo and the Seven Henchmen – Ryuzo
- 2016: My Dad and Mr. Ito – Ayas Vater
- 2017: Radiance
- 2019: Dad, Chibi is Gone
- 2019: Ibuki 192 – Keiji Wakui
- 2019: The Stormy Family

### Fernsehen
- 1974: Katsu Kaishū – Hijikata Toshizō
- 1978: Daitsuiseki
- 1981: Pro Hunter
- 2012: Kazoku no Uta
- 2015: Kabukimono Keiji – Maeda Keiji
- 2017: Yasuragi no Sato – Takai
- 2021: Okaeri Mone – Tatsumi Nagaura[6]